# I'm a Behemoth
I'm a Behemoth, an S-Ranked Monster, but Mistaken for a Cat, I Live as an Elf Girl's Pet (яп. ランクモンスターの《ベヒーモス》だけど、猫と間違われてエルフ娘の騎士ペットとして暮らしてます, Esuranku Monsutā no «Behīmosu» dakedo, Neko to Machigawarete Erufu Musume no Kishi Petto to Shite Kurashitemasu, укр. Я монстр рангу S, Бегемот, переплутаний з котом і тепер живу в ельфійки) — серія ранобе, написана Нозомі Ґіньоку та ілюстрована Міцукі Яно. Серіалізація розпочалася на вебсайті Shōsetsuka ni Narō, у серпні 2017 року. Пізніше права на публікацію придбала компанія Micro Magazine, яка почала видавати серію під своїм імпринтом GC Novels у березні 2018 року. Адаптація у форматі манґи з ілюстраціями Таро Шінономе почала виходити в журналі Young Animal Arashi видавництва Hakusensha у березні 2018 року, а в липні того ж року була перенесена до журналу Young Animal. Аніме-адаптація у форматі телевізійного серіалу, створена студіями Zero-G та Saber Works, транслювався з січня по березень 2025 року.

## Синопсис
Це історія про безіменного лицаря, який гине та реінкарнується у вигляді дитинчати бегемота — одного з наймогутніших монстрів, що на диво нагадує звичайного кота. Його знаходить прекрасна ельфійка на ім’я Арія, яка бере його як домашнього улюбленця та називає Тама. Тама швидко закохується в свою господиню, і коли проявляє свої неймовірні здібності, захищаючи її, всі починають вважати його елементальним котом. Арія, яка мала гіркий досвід стосунків із чоловіками, поступово починає довіряти Тамі, а згодом — любити його. Зрештою, не лише Арія, але й кілька інших жінок закохуються у нього, додаючи цій історії цікаві та романтичні повороти.

## Персонажі
Тама (яп. タマ)
Сейю: Тасуку Хатанака, Ріхо Сугіяма (кіт)
Перероджений з лицаря в дитинчука бегемота. Спочатку він володіє надзвичайно великою кількістю мани, а завдяки своїй унікальній здібності "Поглинання навичок" має здатність поглинати та використовувати навички монстрів, яких він поглинає. Однак через свою зовнішність, що нагадує кошеня, Арія помилково вважає його рідкісним видом елементального кота.
Арія (яп. アリア)
Сейю: Хінакі Яно
Ельфійка, жінка-авантюристка. Має великі груди та привабливу зовнішність. Через те, що багато чоловіків-авантюристів намагаються познайомитися з нею під приводом формування групи (так звані "підкати"), вона зазвичай працює сама, не формуючи групу.
Вулкан (яп. ヴァルカン, Varukan)
Сейю: Томорі Кусунокі
Звіролюдина-тигриця, коваль і авантюристка, виглядає як дівчина. Після розпаду її попередньої групи вона приєднується до Арії.
Стела (яп. ステラ, Sutera)
Сейю: Хітомі Уеда
Перероджена з Земного дракона, як дракон-нюд. Бажає народити сильного нащадка і, коли може, намагається спаруватися з Тамою. Вона була підібрана Арією під час блуду в лабіринті і з того часу супроводжує її.
Лілі (яп. リリ, Riri)
Сейю: Нонока Обучі
Дівчина з племені фей — хайпіксі, що живе в лісах та лісових лабіринтах.
Аліша (яп. アリーシャ)
Сейю: Ю Вакуй
Одна з героїнь, яка принесла перемогу людству. Має титул Меч Святої.

## Медіа

### Ранобе
Написане Нозомі Ґіньоку, серія «Я монстр рангу S, Бегемот, переплутаний з котом і тепер живу в ельфійки»  почала серіалізацію на вебсайті користувацьких творів Shōsetsuka ni Narō 19 серпня 2017 року. Пізніше права на серію придбало видавництво Micro Magazine, яке почало випускати її з ілюстраціями Міцукі Яно під імпринтом GC Novels 30 березня 2018 року. Станом на жовтень 2018 року було випущено два томи. Під час панелі на Anime Expo 2019 компанія Yen Press оголосила, що отримала ліцензію на випуск цього ранобе.
| № | Дата виходу     | ISBN                   |
| - | --------------- | ---------------------- |
| 1 | 30 березня 2018 | ISBN 978-4-89-637700-2 |
| 2 | 30 жовтня 2018  | ISBN 978-4-89-637829-0 |

### Манґа
Адаптація у форматі манґи з ілюстраціями Таро Шінономе почала серіалізацію в журналі Young Animal Arashi видавництва Hakusensha 2 березня 2018 року. Згодом манґа була перенесена до журналу Young Animal 13 липня того ж року. Глави манґи були зібрані в одинадцять томів танкобонів станом на березень 2024 року. Під час свого панелю на Anime Expo 2019 компанія Yen Press оголосила, що також ліцензувала адаптацію манґи.
| №  | Дата виходу       | ISBN                   |
| -- | ----------------- | ---------------------- |
| 1  | 29 жовтня 2018    | ISBN 978-4-59-216271-1 |
| 2  | 29 березня 2019   | ISBN 978-4-59-216272-8 |
| 3  | 29 жовтня 2019    | ISBN 978-4-59-216273-5 |
| 4  | 27 березня 2020   | ISBN 978-4-59-216274-2 |
| 5  | 27 листопада 2020 | ISBN 978-4-59-216275-9 |
| 6  | 28 травня 2021    | ISBN 978-4-59-216336-7 |
| 7  | 28 лютого 2022    | ISBN 978-4-59-216337-4 |
| 8  | 28 жовтня, 2022   | ISBN 978-4-59-216338-1 |
| 9  | 28 квітня 2023    | ISBN 978-4-59-216339-8 |
| 10 | 27 жовтня 2023    | ISBN 978-4-59-216340-4 |
| 11 | 29 березня 2024   | ISBN 978-4-59-216428-9 |
| 12 | 26 грудня 2024    | ISBN 978-4-59-216429-6 |

### Аніме
Адаптація у вигляді аніме-телесеріалу була оголошена 18 березня 2024 року. Аніме виробляють студії Zero-G та Saber Works, режисером є Тецуо Хіракава, сценарії для серіалу написий Кан'ічі Като, дизайн персонажів розроблений Томоюкі Абе, а музику компонують Юсуке Шірато та Оні. Серіал вийшов в ефір 4 січня 2025 року на Tokyo MX та інших мережах. Опенніг серіалу — «Saijōkyū no Kokoro» (最上級の心, Верховне серце) виконана Нонокою Обучі, а ендоніг — «Rimi» (リミー) виконана музичним об'єднанням Poka Poka Ion, до складу якого входять голосові актриси Нао Тойяма та Кіоно Ясуно. 

#### Список серій
| № серії | Назва серії | Режисер(и)                    | Сценарист(и)   | Режисер(и) анімації | Оригінальна дата показу |
| ------- | --- | ----------------------------- | -------------- | ------------------- | ----------------------- |
| 1       | «Дівчина-ельф і лицарська обітниця» Транслітерація: «Erufu Musume to Kishi no Chikai» (яп. エルフ娘と騎士の誓い)                                           | Такаші Асамі                  | Тецуо Хіракава | Тецуо Хіракава      | 4 січня 2025            |
| 2       | «Тигровуха ковалька і нове вміння» Транслітерація: «Tora-mimi Kaji-shi to Aratanaru Skiru» (яп. 虎耳鍛冶士と新たなるスキル)                                | Кейта Накано                  | Тошіакі Сато   | Такаші Асамі        | 11 січня 2025           |
| 3       | «Терміновий квест - Перемогти демонів!» Транслітерація: «Kinkyū Kuesuto Mazoku Tōbatsu e!» (яп. 緊急クエスト 魔族討伐へ！)                                 | Кейта Накано & Кентаро Мізуно | Тецуо Хіракава | Шінічі Ватанабе     | 18 січня 2025           |
| 4       | «Прокинься - Бегемот!» Транслітерація: «Kakusei! "Behīmosu"» (яп. 覚醒！《ベヒーモス》)                                                                    | Лі Дон-Ік                     | Тецуо Хіракава | Шін Мацуо           | 25 січня 2025           |
| 5       | «Дівчина-ельф та Дівчина-дракон» Транслітерація: «Erufu Musume to Doragon Musume» (яп. エルフ娘とドラゴン娘)                                               | Такаші Асамі                  | Кан'ічі Като   | ROMANoV HiGA        | 1 лютого 2025           |
| 6       | «Дівчата блукаючих лісів» Транслітерація: «Mayoi no Mori no Shōjo-tachi» (яп. 迷いの森の少女たち)                                                          | Шігекі Аваї                   | Тошіакі Сато   | Шін Мацуо           | 8 лютого 2025           |
| 7       | «Нежить на підході Темні історії про графа» Транслітерація: «Semari Kuru Andeddo Hakushaku-ryō no Kuroi Uwasa» (яп. 迫りくるアンデッド 伯爵領の黒いうわさ) | Кейта Накано                  | Тецуо Хіракава | Такаюкі Інагакі     | 15 лютого 2025          |
| 8       | «Дівчина-ельф робить хід» Транслітерація: «Erufu Musume no Ohikkoshi» (яп. エルフ娘のお引越し)                                                             | Такаші Асамі                  | Кан'ічі Като   | Йошіхіро Такамото   | 22 лютого 2025          |
| 9       | «Доленосне возз'єднання в Імперському місті!» Транслітерація: «Teito e! Unmei no Saikai» (яп. 帝都へ！ 運命の再会)                                         | Шігекі Аваї                   | Тошіакі Сато   | Фумікадзу Сато      | 1 березня 2025          |
| 10      | «Сила Тами та Арії» Транслітерація: «Tama to Aria no Mezameru Chikara» (яп. タマとアリアの目覚める力)                                                      | Юдзі Канзакі & Кейта Накано   | Тецуо Хіракава | ROMANoV HiGA        | 8 березня 2025          |
| 11      | «Філософський камінь і таємниця світла» Транслітерація: «Kenja no Ishi to Rumirusu no Himitsu» (яп. 賢者ノ石とルミルスの秘密)                              | JOL-chan                      | Кан'ічі Като   | Хонг Мін Сок        | 15 березня 2025         |
| 12      | «Священний клинок і звір» Транслітерація: «Seinaru Yaiba to Seinaru Kemono» (яп. 聖なる刃と聖なる獣)                                                       | Кейта Накано & Такаші Асамі   | Тецуо Хіракава | Кін'я Накамура      | 22 березня 2025         |